# LaGrange (Georgia)
LaGrange település az Amerikai Egyesült Államok Georgia államában, Troup megyében, melynek megyeszékhelye is. Lakosainak száma 30 858 fő (2020. április 1.).

## Népesség
A település népességének változása:

| 2010 | 29 588 |
| 2020 | 30 858 |